# Hakusensha

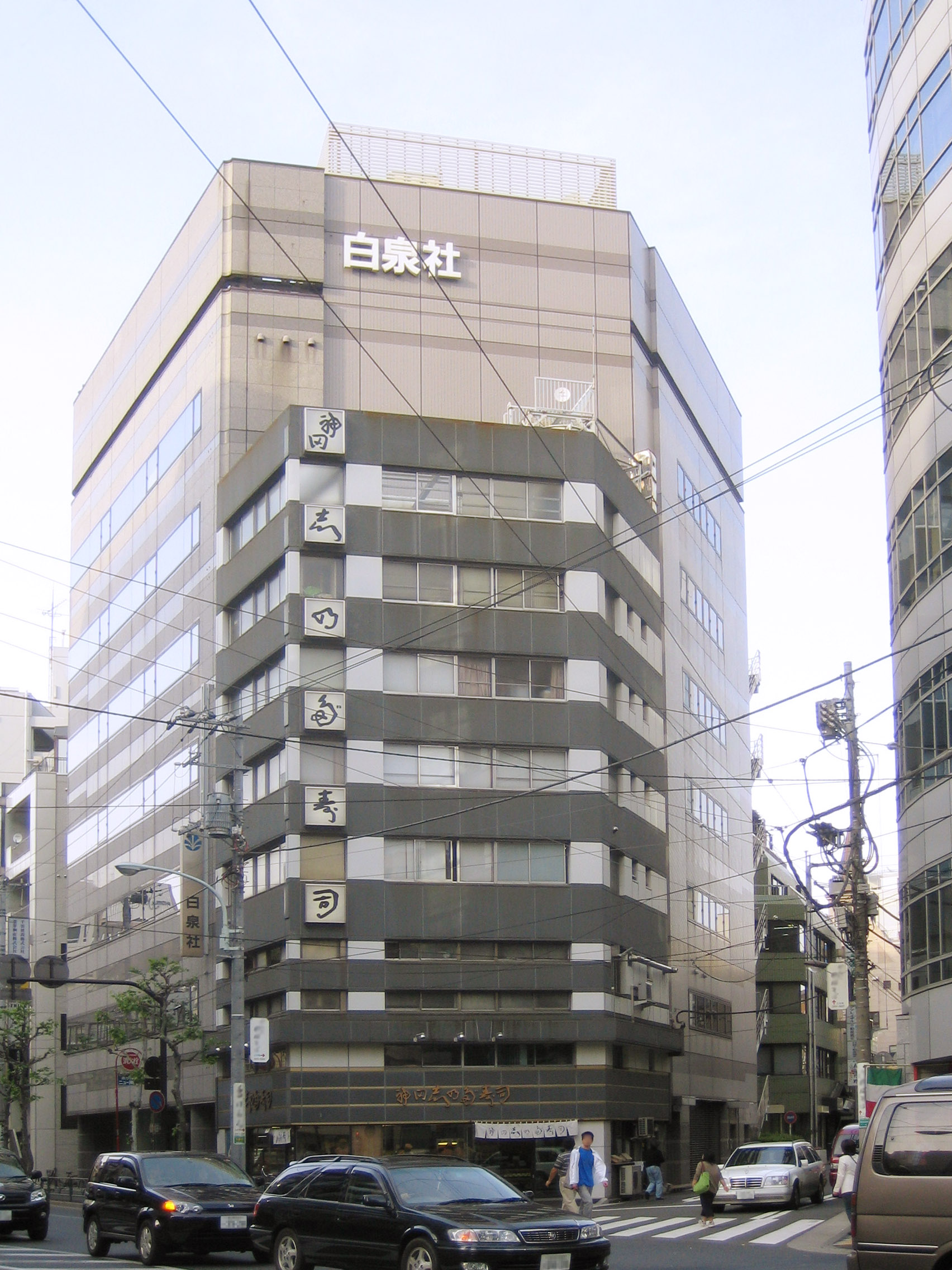
Hakusensha-Firmensitz in Chiyoda, Tokio 2006

Hakusensha (jap. 株式会社 白泉社 Kabushiki-gaisha Hakusensha, englisch Hakusensha, Inc.) ist ein japanischer Verlag. Er wurde am 1. Dezember 1973 durch Shūeisha gegründet. Heute ist es rechtlich ein unabhängiger Verlag. Es gehört mit Shūeisha und Shogakukan zum Keiretsu des Familienkonzern der Hitotsubashi Group. Im Westen ist er am besten durch seine Veröffentlichung von Shōjo-Manga bekannt, obwohl das Seinen-Magazin Young Animal sich 2003 nach Hana to Yume am meisten verkaufte. Außer Einzelveröffentlichungen verkauft Hakusensha auch Sammelbände (Tankōbon) unter verschiedenen Marken.

## Manga-Magazine (Auswahl)
| Name                  | Japanisch      | Format | Erschein.   | Genre       | Erstausg.  | Einstell. | Bemerkung      |
| --------------------- | -------------- | ------ | ----------- | ----------- | ---------- | --------- | -------------- |
| Hana to Yume          | 花とゆめ       | B5     | 14-täglich  | Shōjo       | Mai 1974   | –         | –              |
| LaLa                  | らら           | B5     | monatl.     | Shōjo       | Juli 1976  | –         | –              |
| LaLa DX               | ららDX         | A5     | zweimonatl. | Shōjo       | Aug. 1985  | –         | –              |
| Bessatsu Hana to Yume | 別冊花とゆめ   | A5     | monatl.     | Shōjo       | Juli 1977  | Mai 2018  | –              |
| Shōnen Jets           | 少年ジェッツ   | A5     | monatl.     | Shōnen      | Sept. 1981 | Feb. 1983 | –              |
| Silky                 | シルキー       | A5     | zweimonatl. | Josei       | Aug. 1985  | März 2013 | → Love Silky 1 |
| MOE                   | 萌え           | A4     | monatl.     | M & F       | März 1992  | –         | → Moe          |
| Young Animal          | ヤングアニマル | B5     | 14-täglich  | Seinen      | März 1989  | –         | → „A.H.“ 2     |
| Shōsetsu Hanamaru     | 小説花丸       | A4     | dreimonatl. | Josei-Fikt. | Dez. 1995  | 2011      | → Netz 3       |
| MELODY                | メロディ       | B5     | monatl.     | Shōjo       | Sept. 1996 | –         | –              |
| CANDy                 | キャンディ     | A4     | monatl.     | Shōnen      | Juni 2001  | März 2006 | –              |

Anmerkung zur Tabelle:
Quelle: Hakusensha, Inc.(Stand 2019) Diese Tabelle erhebt kein Anspruch auf Vollständigkeit.

## Bekannte Manga-Titel (Auswahl)
Die folgenden von Hakusensha veröffentlichten Titel waren auch außerhalb Japans sehr erfolgreich.
- Fruits Basket
- Angel Sanctuary
- Berserk
- Vampire Knight